# Sun Chuanfang
Dans ce nom chinois, le nom de famille, Sun, précède le nom personnel.
Pour les articles homonymes, voir Sun.
Sun Chuanfang (chinois simplifié = 孙传芳, chinois traditionnel = 孫傳芳, pinyin = Sūn Chuánfāng) (17 avril 1885 - 13 novembre 1935), surnommé le « Seigneur de guerre de Nankin » ou le « Chef de la ligue des cinq provinces », est un seigneur de la guerre chinois membre de la clique du Zhili et protégé du « général de jade » Wu Peifu (1874–1939).

## Biographie
Sun Chuanfang est né à Lichen dans le Shandong. Formé à l'académie militaire de Baoding en 1904, il est envoyé au Japon pour perfectionner son apprentissage, et rejoint dès son retour l'armée de Beiyang puis plus tard la clique du Zhili, montant rapidement les échelons. Sun devient le gouverneur militaire du Fujian le 20 mars 1923.
En 1924, au début de la première guerre Jiangsu-Zhejiang, Sun commande la 4e armée au Fujian. L'un de ses premiers actes est de soutenir son allié Qi Xieyuan, en défaisant le seigneur de guerre rival Lu Yongxiang et en capturant Shanghai. Il est ainsi récompensé avec le poste de gouverneur militaire du Zhejiang qu'il occupe du 20 septembre 1924 au 19 décembre 1926. Cependant, ses alliés du Zhili au Nord sont vaincus durant la seconde guerre Zhili-Fengtian, finissant sur la défaite de la clique du Zhili qui perd toutes ses provinces du Nord au profit du Guominjun de Zhang Zuolin et Feng Yuxiang. En 1925, le Guominjun lance une expédition commune avec Anhui, dirigée Zhang Zongchang, qui capture brièvement le Jiangsu et Shanghai en janvier. Manquant du soutien de Sun Chuanfang, Qi Xieyuan est forcé de se retirer et part pour le Japon, mais pas avant d'avoir transféré les restes de son armée démoralisée et durement touchée au commandement de Sun Chuanfang. Zhang Zongchang et Sun Chuanfang se trouvent maintenant face à face sur un front délimité uniquement par Shanghai même. Pendant les années suivantes, les deux généraux adversaires ne parviennent pas à se départager. En été 1925, la chance arrive : Sun lance une contre-attaque qui repousse Zhang Zongchang et ses forces hors des districts chinois de Shanghai. Pendant deux ans, Sun étend son contrôle pour inclure le Jiangsu, le Fujian, Anhui, le Jiangxi. Il établit son quartier-général à Nankin et devient gouverneur militaire du Jiangsu le 25 novembre 1925.
L'expédition du Nord met fin à son règne. Shanghai est capturé en mars 1927 et il fuit à Dalian, ville contrôlée par les Japonais. Il se retire de la vie militaire et fonde la société bouddhiste Tianjin Qingxiu (天津佛教居士林, Tiānjīn Fójiào Jūshìlín) avec son partisan Jin Yunpeng.
Le 13 novembre 1935, Sun est assassiné à Tianjin par Shi Jianqiao, fille du général Shi Congbin, qui commandait des unités dix ans plus tôt au Shandong. En octobre 1925, durant la seconde guerre entre les cliques du Zhili et du Fengtian, Shi Congbin avait été capturé par Sun Chuanfang, qui l'avait fait sommairement décapiter et fait monter sa tête sur un pic. Shi Jianqiao se rend, est jugée, mais reçoit la sympathie du peuple chinois et est pardonnée par le Kuomintang.